# Joan Vidal i Gayolà
Joan Vidal i Gayolà (Anglès, la Selva, 13 de desembre de 1943) és un antropòleg i polític català, resident a Girona.

## Biografia
Treballà com a professor de l'Escola de Turisme Ferran Agulló i el 1967 fou secretari de l'Obra del Ballet Popular. Posteriorment fou membre del consell de redacció i d'administració de Presència i el 1976 fou president de la delegació d'Òmnium Cultural del Gironès, membre de la comissió permanent del Congrés de Cultura Catalana i col·laborador de la Cambra de Comerç, Indústria i Navegació de Girona. També col·laborà a la Revista de Girona.
El 1974 es va adherir a Convergència Democràtica de Catalunya, de la que n'ha estat president comarcal del Gironès i responsable de política municipal. Fou el fundador de l'Assemblea de Catalunya a Girona.
Després de les eleccions municipals de 1979 fou escollit regidor de l'ajuntament de Girona i el 1979 fou el primer president democràtic de la Diputació de Girona. Cap llista per la circumscripció de Girona a les eleccions al Parlament de Catalunya de 1980 per CiU, fou elegit diputat i nomenat conseller de Governació del 1980 al 1982. De 1983 a 1984 ha estat president de l'Escola d'Administració Pública de Catalunya i president de la part catalana de la Junta de Seguretat.
Després ha estat president del Centre de Promoció de la Cultura Popular i Tradicional Catalana, gestor de fundacions i associacions, president de l'Obra del Ballet Popular i primer president i fundador de la Federació Sardanista de Catalunya, la precursora de la Confederació Sardanista actual.